# Paul Birchard
Paul Birchard är en amerikansk skådespelare

## Filmografi (urval)
- 1985 - Kung Salomos sk(r)att
- 1989 - Batman
- 1990 - Memphis Belle
- 1998 – Sista kontraktet
- 2001 - Skräddaren i Panama
- 2001 - Terrorns ansikte
- 2011 – Hanna